# Habib Chaab
Habib Farajollah Chaab (persiska: حبیب فرج‌الله چعب; arabiska: حبيب فرجلله شاب), född 1 juli 1973 i Eyleh-ye Yek nära Shushtar i Khuzestan, död 6 maj 2023 i Teheran, var en iransk-svensk politisk aktivist och grundare och tidigare ledare för separatistgruppen ASMLA. Efter att ha bott i exil i Sverige i 14 år besökte han i oktober 2020 Turkiet där han kidnappades och fördes till Iran. Turkiska säkerhetskällor uppger att iranska underrättelsetjänsten låg bakom Chaabs kidnappning.
Chaab avrättades genom hängning i Iran den 6 maj 2023 efter att ha anklagats för att vara hjärnan bakom en attack 2018 på en militärparad då 25 personer dödades. En utbrytargrupp från ASMLA hade först tagit på sig ansvaret för attacken men förnekade senare inblandning. Enligt Amnesty International var rättegången inte rättssäker. I ett pressmeddelande, samma dag som avrättningen hade ägt rum, fördömde svenska Utrikesdepartementet avrättningen kraftfullt och Irans biträdande ambassadör i Stockholm kallades upp för att ta emot en protest mot användningen av dödsstraff.